# سيدي علي (ابياض)
سيدي علي هو دُوَّار يقع بجماعة بني عروس، إقليم العرائش، جهة طنجة تطوان الحسيمة في المملكة المغربية. ينتمي الدوّار لمشيخة ابياض التي تضم 12 دوار. يقدر عدد سكانه بـ 1600 نسمة حسب الإحصاء الرسمي للسكان والسكنى لسنة 2004.

## روابط خارجية
- البوابة الوطنية للجماعات الترابية نسخة محفوظة 12 مارس 2018 على موقع واي باك مشين.
- المندوبية السامية للتخطيط